# Погорєловка (Юхновський район)
Погорєловка (рос. Погореловка) — присілок в Юхновському районі Калузької області Російської Федерації.
Населення становить 148 осіб. Входить до складу муніципального утворення Присілок Погорєловка.

## Історія
Від 2004 року входить до складу муніципального утворення Присілок Погорєловка

## Населення
| 2002 | 2010 |
| ---- | ---- |
| 178  | ↘148 |